# Rhytidocaulon richardianum
Rhytidocaulon richardianum är en oleanderväxtart som beskrevs av J.J. Lavranos. Rhytidocaulon richardianum ingår i släktet Rhytidocaulon och familjen oleanderväxter. Inga underarter finns listade i Catalogue of Life.